# Philipp Johann Ferdinand Schur
Philipp Johann Ferdinand Schur (18. února 1799, Královec – 27. května 1878, Bílsko) byl německý botanik, farmaceut, chemik a továrník.
Jeho nejvýznamnějším dílem je popis sedmihradské flóry, vydaný roku 1866 pod názvem Enumeratio plantarum Transilvaniae exhibens.
Je pohřben na starém evangelickém hřbitově v Bílsku.
Jeho synem byl evangelický duchovní Ferdinand August Eduard Schur.